# Norma Blázquez Graf
Norma Blázquez Graf (México, D.F., 1962) es psicóloga y filósofa feminista mexicana, licenciada en Psicología por la Universidad Anáhuac (1984), y profesora investigadora del Centro de Investigaciones Interdisciplinarias en Ciencias y Humanidades (CEIICH) de la Universidad Nacional Autónoma de México. Es autora de "El retorno de las Brujas. Conocimientos, aportaciones y críticas de las mujeres a la ciencia"(2008), "Investigación feminista. Epistemología metodológica y representaciones sociales" (2010), entre otras publicaciones.

## Estudios y seminarios
Blázquez Graf terminó un doctorado en Filosofía (1995-1998) en la Facultad de Filosofía y Letras, de la División de Estudios de Posgrado, Universidad Nacional Autónoma de México. También, realizó una Especialidad en Estudios de Género (1995), dentro del Programa Universitario de Estudios sobre el Género de la Universidad Nacional Autónoma de México y, una Especialidad en Estudios de Género (1990), del Programa Interdisciplinario de Estudios de la Mujer en El Colegio de México, A. C. 
Además, terminó la Maestría en Ciencias (1979-1982) en el Centro de Investigación y de Estudios Avanzados del Instituto Politécnico Nacional y estudió  la Licenciatura en Psicología en la Escuela de Psicología ( 1976-1978), de la Universidad Anáhuac, México.
Ha formado parte de diversos seminarios del Centro de Investigaciones Interdisciplinarias en Ciencias y Humanidades (CEIICH) de la Universidad Nacional Autónoma de México, algunos como el Seminario Permanente sobre Investigación Interdisciplinaria en el 2009, el Seminario Permanente de Complejidad e Interdisciplina en el 2008 y un Seminario Permanente sobre Interdisciplina y Complejidad en el 2007.
En el 2001, fue profesora Invitada al Seminario Avanzado en Estudios de Género del Doctorado en Ecología y Desarrollo Sustentable en El Colegio de la Frontera Sur (ECOSUR), y en el 1996 realizó una estancia de investigación en la Universidad de Gotenburgo, Suecia, por parte de la Fundación Wenner-Gren.

## Epistemología Feminista según Norma Blázquez Graf
La parte de medular de sus análisis, parte de la Epistemología Feminista,  surgen desde dos preguntas: ¿Cómo influye el género sobre los métodos, conceptos, teorías y estructuras de organización de la ciencia? y ¿Cómo es que la ciencia reproduce los esquemas y prejuicios sociales de género?
Según Blázquez, la Epistemología Feminista estudia la manera en que el género influye en las concepciones del conocimiento, en la persona que conoce y en las prácticas a investigar, preguntar y justificar. También, identifica las prácticas dominantes y las prácticas de la Atribución, Adquisición y justificación del conocimiento que sistemáticamente pone en desventaja a las mujeres, porque las excluye de la investigación. De esta manera, establece una crítica sobre las formas en que se reproducen teorías de las mujeres que las representan como inferiores con respecto al modelo masculino.

## Publicaciones

### Libros
- Blázquez Graf, Norma. Investigación feminista. Epistemología metodológica y representaciones sociales. (México) México, D. F. Universidad Nacional Autónoma de México, 2010. ( ISBN 978-607-02-1286-4)
- Blázquez Graf, Norma. Prólogo "El sexo de la ciencia" a la obra Prólogo: La exclusión de las mujeres del sistema ciencai del mundo. (México) México. Juan Pablos.( ISBN 978- 607-7700-58-6)
- Blázquez Graf, Norma. Trayectorias y contribuciones de Académicas de la UNAM. (México) México, D. F. UNAM, 2008. ( ISBN 978-970-32-52)
- Blázquez Graf, Norma. Blazquez Graf Norma. El Retorno de las Brujas. Conocimientos, aportaciones y críticas de las mujeres a la Ciencia. CEIICH, UNAM. México, 2008. (México) México. UNAM, 2008. ( ISBN 978-970-32-5246-6)
- Blázquez Graf, Norma. Prólogo "García de León Álvarez María Antonia y Fernández-Fígares María Dolores. Antropólogas, Politólogas, y Sociólogas (Sobre Género, Biografía y Ciencias Sociales)" a la obra Prólogo. (México) México. Plaza y Valdés, 2008.
- Blázquez Graf, Norma. Investigación sobre Violencia Feminicida en 10 entidades Federativas: Informe General. (México) México, D. F. LIX Legislatura, Cámara de Diputados, 2006.
- Blázquez Graf, Norma. (Eds.) .Ciencia, Tecnología y Género en Iberoamérica. (México) México. , 2005.
- Blázquez Graf, Norma. (Eds.) .Primeras Jornadas de Investigación 2004. (México) México. UNAM, CEIICH, 2005.
- Blázquez Graf, Norma. Introducción "Introducción" a la obra Primeras Jornadas de Investigación 2004. (México) México. UNAM, CEIICH, 2005.
- Blázquez Graf, Norma. Prólogo "prólogo" a la obra Ciencia, Tecnología y Género en Iberoamérica. (México) México. UNAM, CEIICH : UNIFEM : Plaza y Valdés, 2005. 0 p. Blázquez Graf, Norma. (Eds.) .Qué dicen las Académicas Acerca de la UNAM. (México) México. UNAM, Colegio de Académicas Universitarias, 2003.
- Blázquez Graf, Norma. (Eds.) .Las Ciencias de la Vida. Siglo XXI y CEIICH. (México) México. UNAM, 2001.
- Blázquez Graf, Norma. (Compds.) .La Formación de Conceptos en ciencias y Humanidades (fines del siglo XX , principios del XXI). Diseño para una Red de Investigación, Docencia y Difusión. (México) México. UNAM, CEIICH, 1997.

### Artículos
- Blázquez Graf, Norma. "Las Ciencias de la Vida desde la Perspectiva de Género". Omnia (México, D.F., 1985). (México) México, D.F. . : 51-58, 2002.
- Blázquez Graf, Norma. "Las Mujeres en la Educación Superior y la Ciencia en México". Tiempo Universitario. (México) Puebla, Pue. . (7): 1-5, 2002.
- Blázquez Graf, Norma. "Feminismo y Academia". Ciencia y Desarrollo [acervos de bibliotecas externas a la UNAM]. (México) México, D.F. . 19(111): 12-14, julio-agosto de 1993.
- Blázquez Graf, Norma. "Effect of light deprivation on sleep in the rat". Physiology & Behavior. (Estados Unidos de América) Nueva York . 18: 437-440, 1992.